# 钱弘侑
钱弘侑（？—945年），杭州錢塘（今浙江杭州）人，五代十國的吳越國國王钱元瓘的第三子。但他并非钱元瓘亲生，而是养子，本名孙本。
钱弘侑的乳母是内牙指挥使戴恽妻子的亲戚，戴恽被钱元瓘亲信依靠。后晋天福六年（941年），钱元瓘去世后，有人告发戴恽蓄谋拥立钱弘侑。章德安封锁钱元瓘去世的消息，同诸将密谋，在幕后埋伏甲兵；八月廿五日，戴恽进入王府，被抓住处死，废掉钱弘侑为平民，恢复姓孙，幽禁在明州。九月初三，钱元瓘第六子钱弘佐即王位。开运二年（945年），钱弘佐除去骄横的将领阚璠和杜昭达，钱弘侑同时被杀。